# Джарилгач
Джарилга́ч (крим. Carılğaç) — острів у Каркінітській затоці Чорного моря. Найбільший острів України та Чорного моря. Адміністративно належить до Скадовського району Херсонської області. Вся територія острова та частина прилеглої акваторії входить у Національний природний парк «Джарилгацький».

## Історія

### Походження назви
Назва «Джарилгач» вперше відома з карти Таврійської області О. Вілбрехта у складі атласа Російської імперії (1792 рік), і, пізніше, з «Подробной милитерной карте по границе России и Турции» (1800 рік) і на карті Новоросійської губернії (1800 рік). В «Енциклопедичному словнику Ф. А. Брокгауза та І. А. Ефрона» (1900 рік) острів мав назву «Джарилгач (Каркінітський)», бо Джарилгачів існувало декілька. Назва острова має декілька трактувань, найбільш поширене з яких — «обпалені дерева», «обпалені ліси» або «горілий ліс». Інші версії запропонував етнолог Валерій Бушаков. 
Назва острова походить від кримськотатарського yarılğaç або carılğaç — «ластівка», що, скоріш за все, пов'язано з великою кількістю цих пташок на острові. Інша версія Бушакова також посилається на кримськотатарську: yaril у перекладі означає «розколюватися» або «тріскатися», agac — «дерево». Тобто Yarilagac — це «розтріскане дерево», а назва острова — Yarilagic — перекладається як «той, що здатен розколюватись».
Останнім часом популярності серед місцевих жителів та туристів набуває скорочений топонім «Острів Джа».

### Давня історія
Острів змальовували в своїх творах античні історики Пліній Старший, Птоломей, Геродот. У давнину, разом з косою Тендра складали одну косу, яку греки називали Ахіллів біг.

### Вивчення та освоєння у XX—XXI столітті
Острів Джарилгач з давніх-давен приваблював вчених та природознавців. Тут гніздували степовий журавель, дрохва, хохітва, малий боривітер, рідкісні птахи водно-болотяного комплексу. Дослідників вражала висока щільність степової гадюки, ящірок, зайця-русака, лисиці звичайної, гніздові колонії птахів. У 1923 р. острів було включено у склад заповідника «Асканія-Нова», у 1927 р. — до новоствореного Приморського заповідника загальною площею коло 32 тис. га. Тоді заповідною стала західна частина Джарилгацької затоки, обмежена зі сходу лінією, що проходить з півночі на південь за 10 км від західного узбережжя затоки, і весь острів Джарилгач з смугою акваторії завширшки 1 м навколо нього. 1933 року зі складу Приморського заповідника було виокремлено Чорноморський заповідник, куди входив Джарилгач. Через 4 роки, у 1937 р., більшу частину острова виключили з заповідника та передали колгоспам Скадовського району під випас худоби, а заповідною залишилась лише територія площею 982 га. У 1951 р. і ця ділянка втратила заповідний статус. Статус західної частини Джарилгацької затоки юридично не змінювався, але після ліквідації заповідного режиму на острові охорону акваторії було важко здійснювати, з 1953 р. вона перестала входити у склад Чорноморського заповідника. Отже, після 1951 р., острів фактично не охоронявся.
При цьому процес деградації наземних екосистем розпочався у 1936—1937 рр., а антропогенна трансформація затоки — після початку функціонування у 60-х рр. Червонознаменської зрошувальної системи. Випас великої рогатої худоби та овець на Джарилгачі призвів до перетворення острова на пустелю вже наприкінці 50-х років.
Навесні 2023 року, під час російського вторгнення в Україну, російські окупанти, що захопили на той час частину півдня України, засипали переправу до острова піском, з'єднавши його з окупованою частиною Херсонської області, та утворили на ньому військовий полігон.
У серпні 2023 року на острові відбулась масштабна пожежа. Вогонь знищив всю заповідну зону природного парку на території понад 1500 гектарів.

## Географія острова

### Розташування

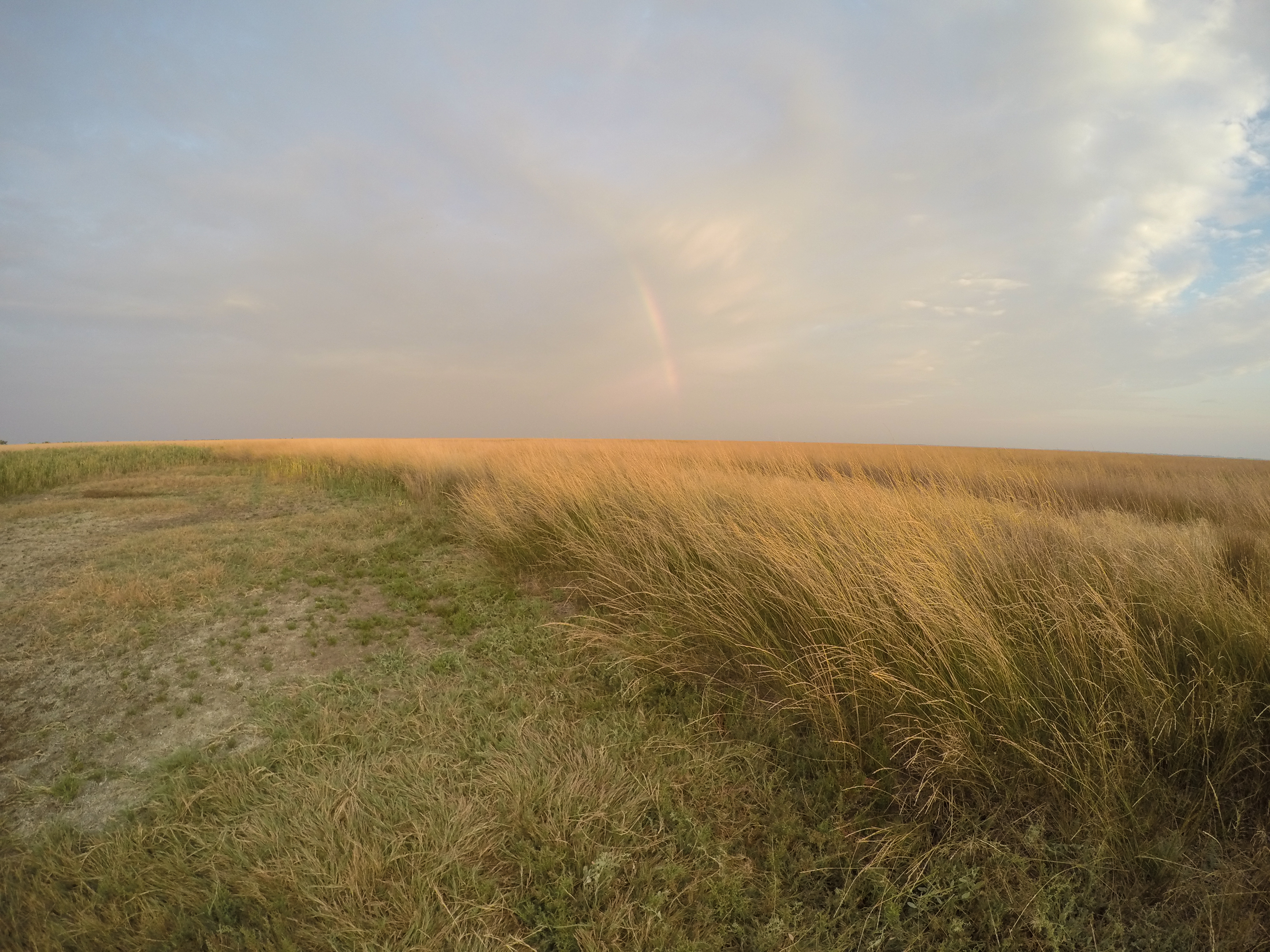
Степова частина острова

Розташований у Каркінітській затоці Чорного моря, відділений від узбережжя материка Джарилгацькою затокою. Острів має видовжену форму із заходу на схід, на заході продовжується довгою піщаною косою, що «з'єднує» острів з берегом. Косу острова від суходолу відділяє вузька протока, яка інколи пересихає, формально перетворюючи острів на півострів. За 2 км від коси, на узбережжі Херсонщини, — курортне селище Лазурне. Близько 7 км Джарилгацької затоки відділяють острів від міста Скадовська на протилежному березі.
Загальна протяжність острова з заходу на схід становить близько 42 км. Максимальна протяжність власне острова з заходу на схід — близько 23 км, з півночі на південь — 4,6 км. Протяжність коси становить близько 19 км, ширина — від 30 м до 430 м. Крайні точки острова: північна та західна (місце з'єднання коси острова з косою суходолу) 46°4′ пн. ш. 32°32.9′ сх. д. / 46.067° пн. ш. 32.5483° сх. д., східна (мис Джарилгацький) 46°1.0′ пн. ш. 33°04.9′ сх. д. / 46.0167° пн. ш. 33.0817° сх. д., південна 46°0.4′ пн. ш. 33°01.7′ сх. д. / 46.0067° пн. ш. 33.0283° сх. д. Площа острова становить 62 км².

### Тектонічний на геологічний опис. Геоморфологічна будова та рельєф
Острів та прилеглі території моря тектонічно відносяться до Каркінітського прогину Скіфської епіорогенної зони (плити), яка є частиною Східноєвропейської платформи. Навколишня місцевість є нафтогазоносною (Причорноморсько-Кримська нафтогазоносна область).
Суходіл острова утворений морськими відкладами голоценового періоду. Місцевість є прибережно-морською акумулятивною рівниною.
Рельєф острова надзвичайно плаский. Максимальна висота місцевості острова становить 2,8 м, коси — 1,6 м. Значна частина острова та коси знаходиться нижче рівня моря (справжній рівень Чорного моря становить −0,4 м)
Основні елементи рельєфу: піщані дюни (подекуди заліснені), прибережні болотисті низовини, лимани, піщані коси.

### Гідрологія

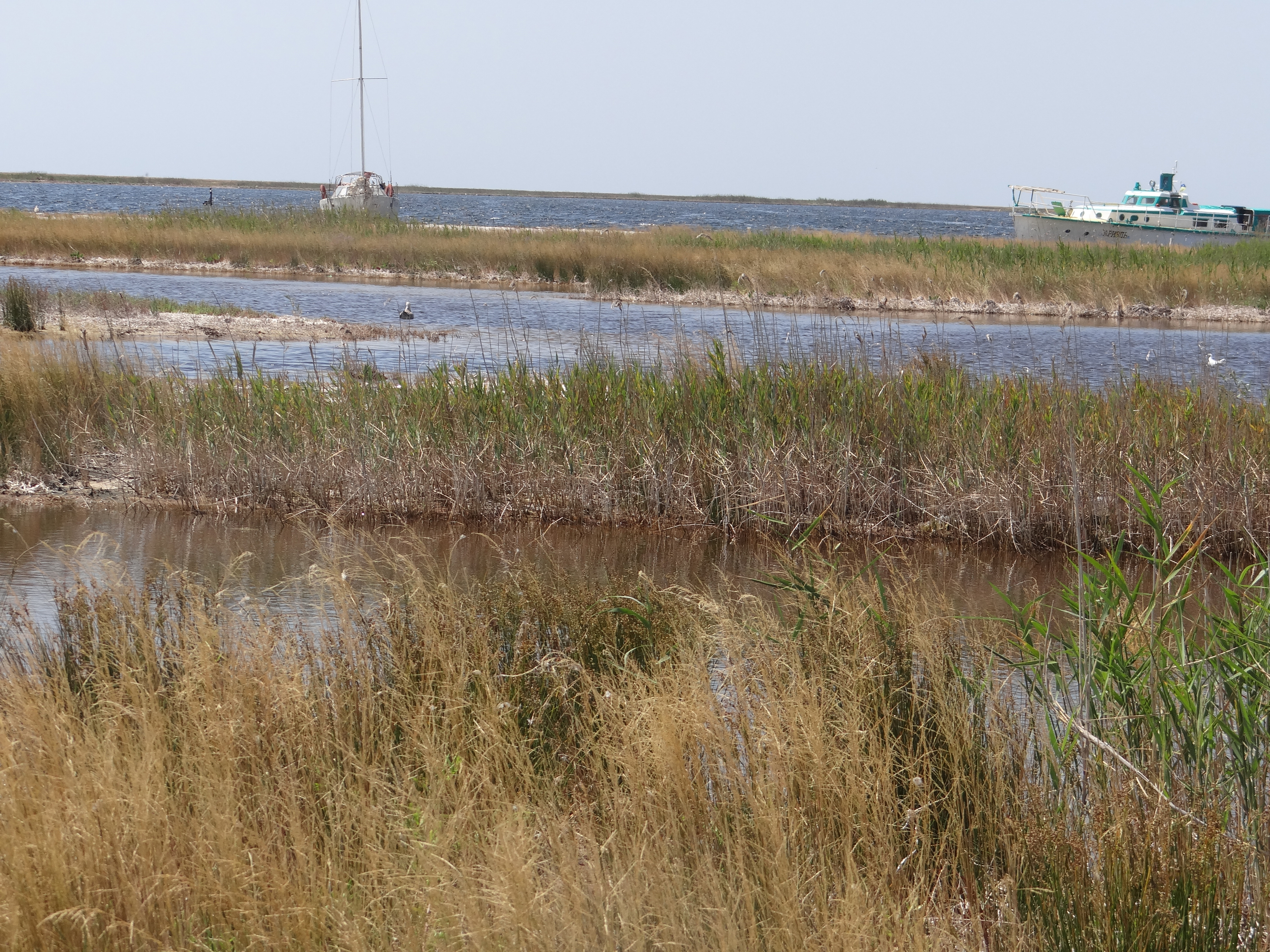
Лимани на півночі

На острові є велика кількість водойм — лиманних озер (у тому числі пересихаючих та затоплюваних морем), їх близько 200. Більшість із них солоні, лише деякі прісні (розмірами до 150 м у довжину та 15 м у ширину). Загальна площа їх становить близько 9,49 км², тобто 17 % від площі острова. Річки та постійні водотоки на острові відсутні. Також на острові існують штучні прісні водойми розмірами до 20×45 м.
Рівень ґрунтових вод на острові становить 0,2-1,1 м. Тут існують 3 артезіанських свердловини: одна біля Джарилгацького маяка, дві — на кордоні.
Прибережні води Джарилгацької затоки з півночі та Чорного моря з півдня значно відрізняються за характеристиками. Глибина вод Джарилгацької затоки на відстані 1-2 км від берега становить менше 5 м (частіше — близько 1 м), внаслідок чого влітку прогрівається до значних температур (понад 25 °C), а взимку часто замерзають. Солоність вод становить близько 15-19 ‰. Води Чорного моря на відстані 1-2 км від берега мають також невелику глибину — до 10 м. Температура води влітку становить близько 23 °C, взимку — близько 2 °C (рідко — замерзає), солоність — 16-18 ‰. Припливів на Чорному морі майже немає — амплітуда менша за 8 см. Високі хвилі на морі трапляються рідко, проте під час штормів вони можуть перекидатися через косу та затоплювати прибережну зону острову.

### Клімат

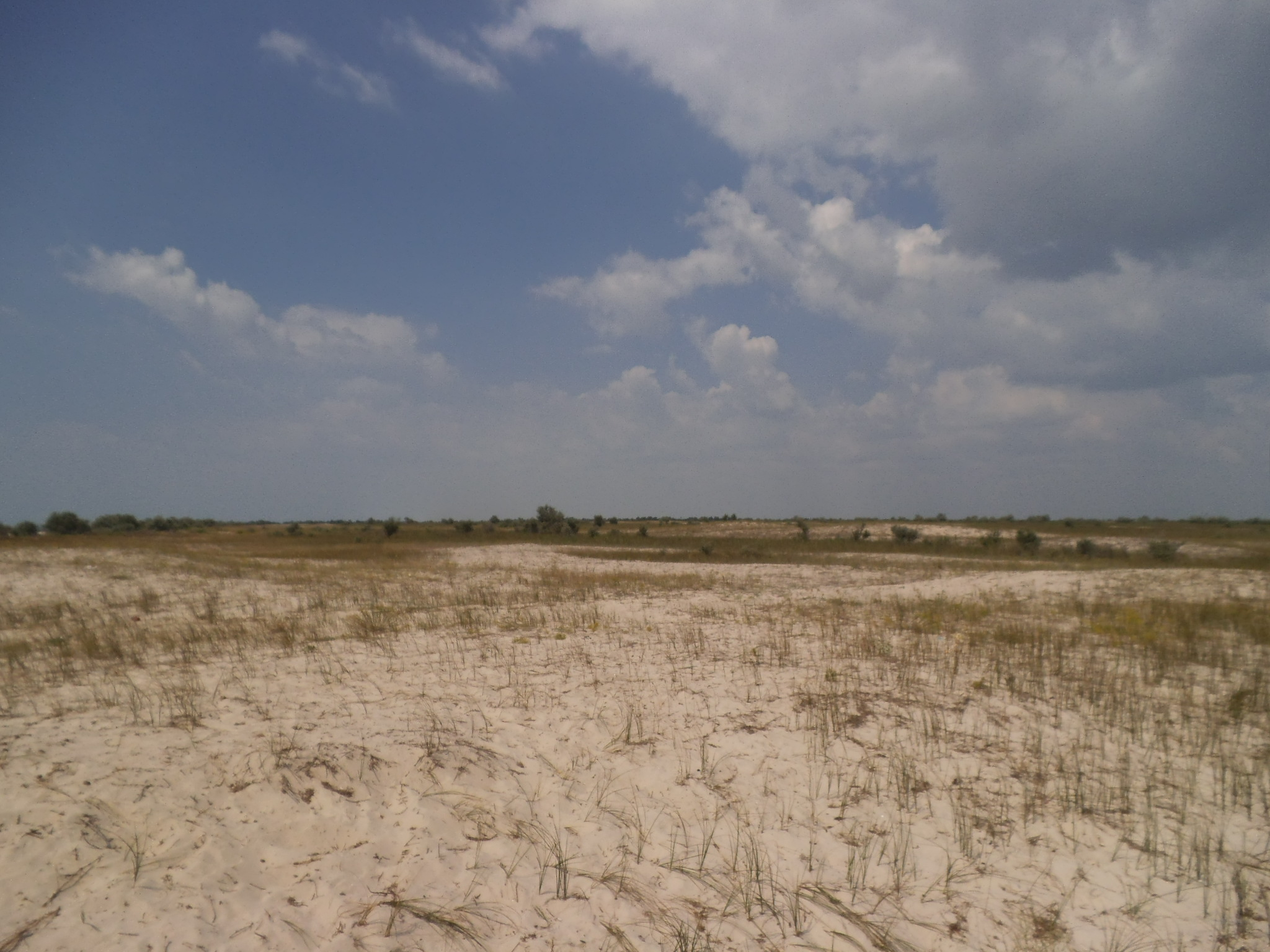
Звичний піщаний краєвид

Клімат острова помірно континентальний, характерний для українського степу, проте пом'якшений морем. Середньорічна температура становить +10,2 °C, середня температура липня +22 °C, січня −2 °C. Абсолютний мінімум температури −27 °C зафіксовано 28 січня 1954 року, максимум — +50°C — 2 серпня 1986 року. Середня річна кількість опадів — менше 400 мм. Тривалість сонячного сяйва — 2300 годин на рік, сумарна сонячна радіація — 4800 МДж/м² на рік, радіаційний баланс — 2000 МДж/м² на рік; ці значення є одним з найбільших в Україні.
Для острова характерна висока швидкість вітрів, сильні шторми є рідкістю, шторми зі швидкістю вітру понад 20 м/с трапляються у період із жовтня по травень. Весна коротка (1-1,5 місяці), характеризується швидким підвищенням температур, останні весняні заморозки трапляються зазвичай у другій половині квітня. Літо спекотне, посушливе, триває майже 5 місяців. Осінь триває 3-3,5 місяці і характеризується зростанням хмарності та більшою кількістю днів з опадами. Перші осінні заморозки трапляються на початку жовтня. Зима коротка (2-2,5 місяці), м'яка, із частими та значними відлигами. Сніговий покрив встановлюється у другій половині січня і сходить у середині лютого, часто буває нестійким. Тривалість безморозного періоду становить близько 210 днів на рік.

### Ґрунти
На острові зустрічаються лучно-болотні і болотні, дерново-піщані та супіщані безкарбонатні ґрунти. Ці ґрунти дуже легко піддаються вітровій ерозії, малорозвинені, мають незначний гумусовий прошарок бурого кольору, вміст гумусу лише 0,1-0,5 %. Розвинені дерново-піщані ґрунти з більшим гумусовим прошарком — 0,5-0,8 % гумусу. Близько 10 % території острова зайнято слабогуміфікованими та негуміфікованими пісками, 3 % — черепашково-піщаними відкладеннями. Дослідження 2003 року виявили, що на острові зустрічаються поклади пелоїдів (озеро Синє).

### Тваринний світ
На острові виявлено 5 із 7 видів богомолів у фауні України: звичайний богомол, емпуза піщана, ірис плямистокрилий, богомольчик Гельдрейха та деревний богомол.

## Галерея

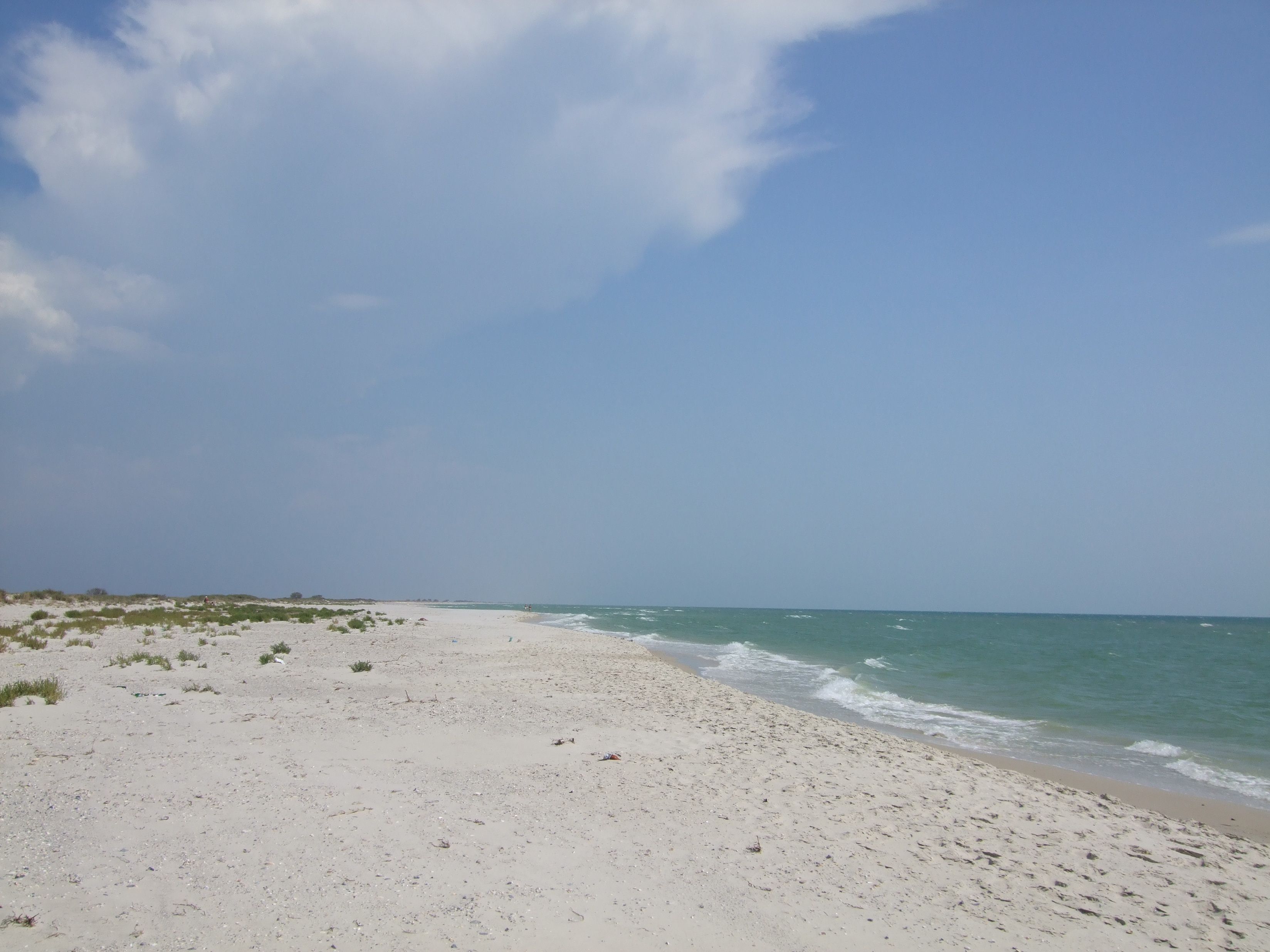
Острів Джарилгач у гарну погоду
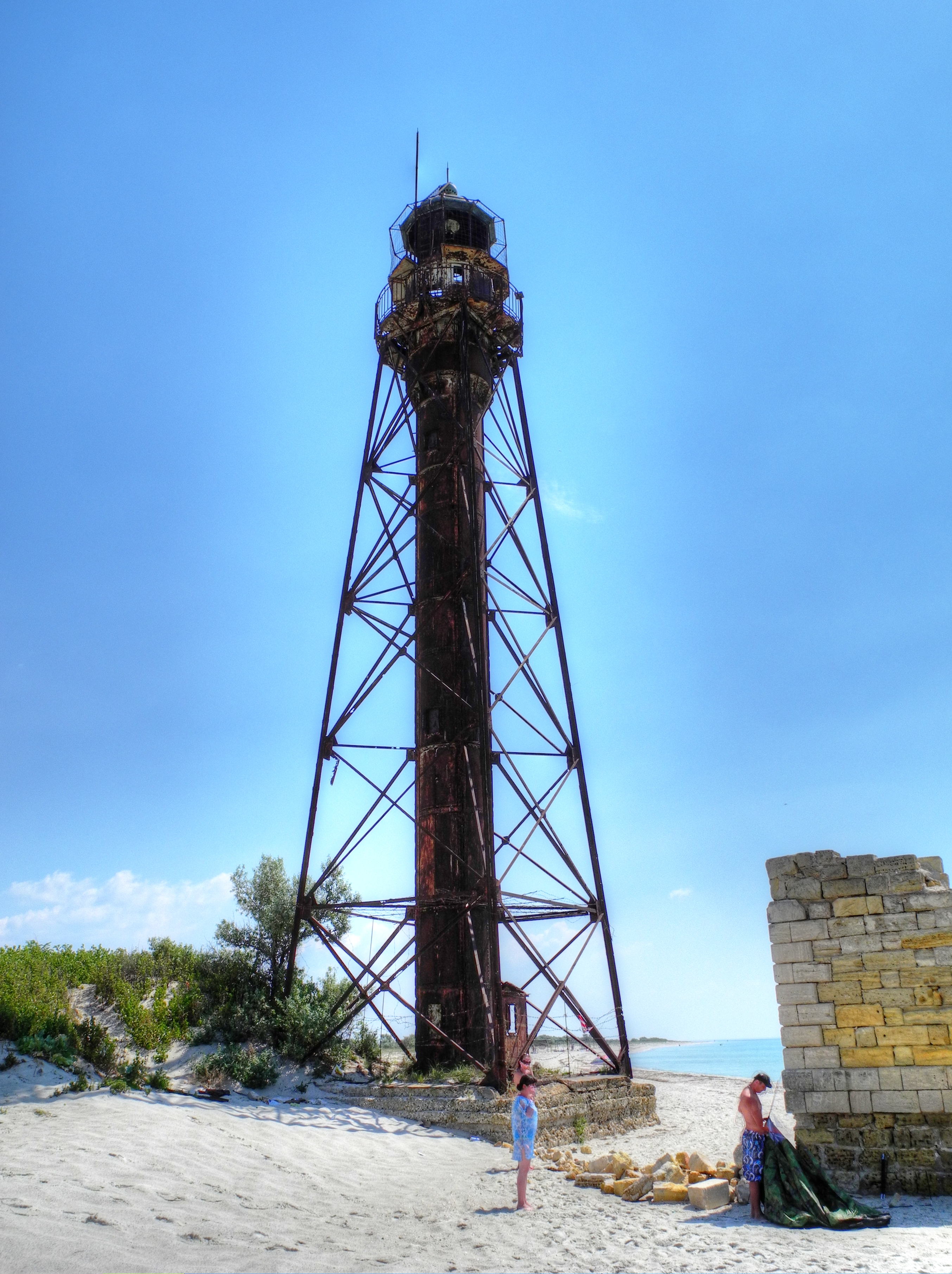
Старий маяк
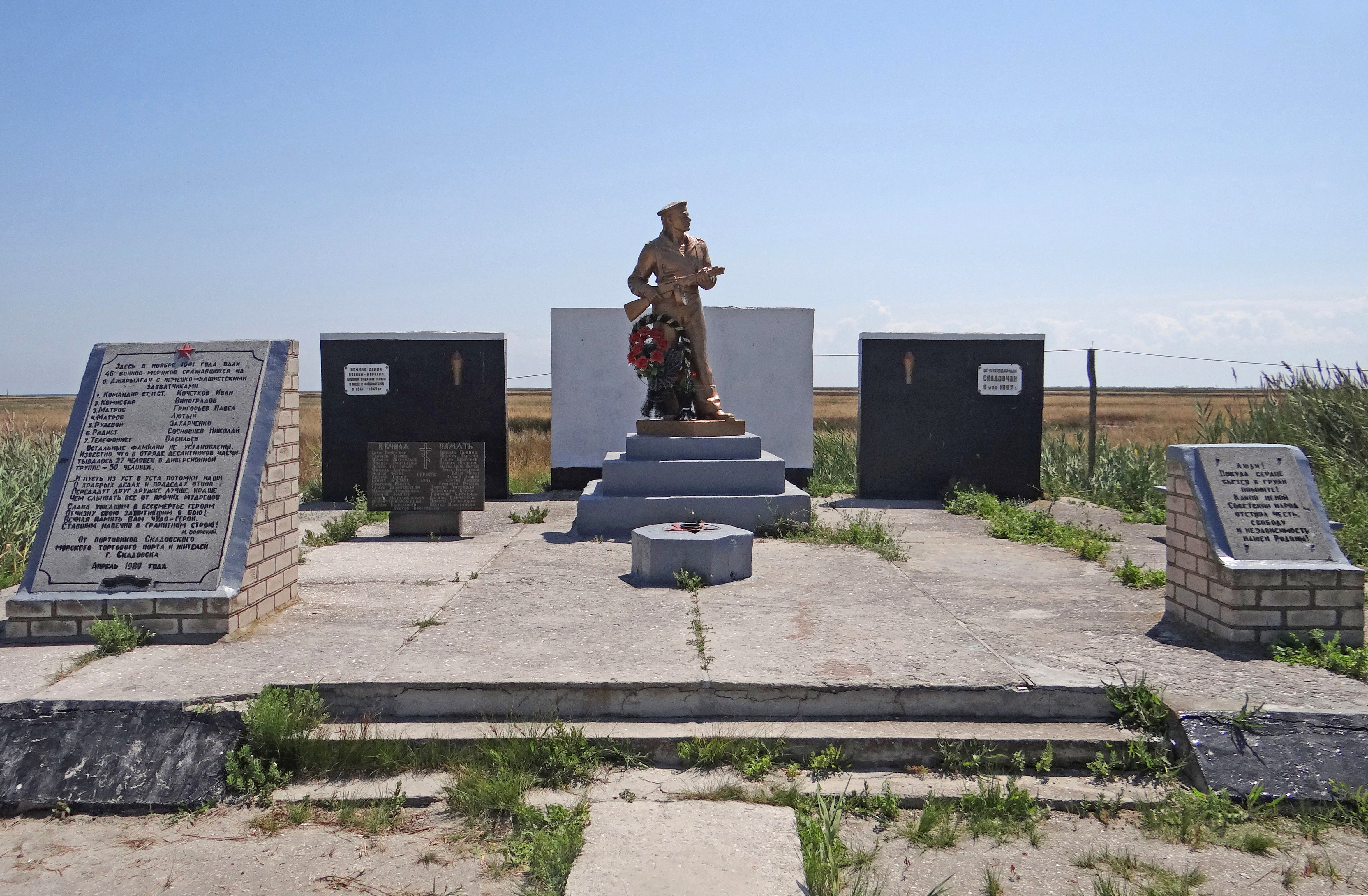
Пам'ятник на острові
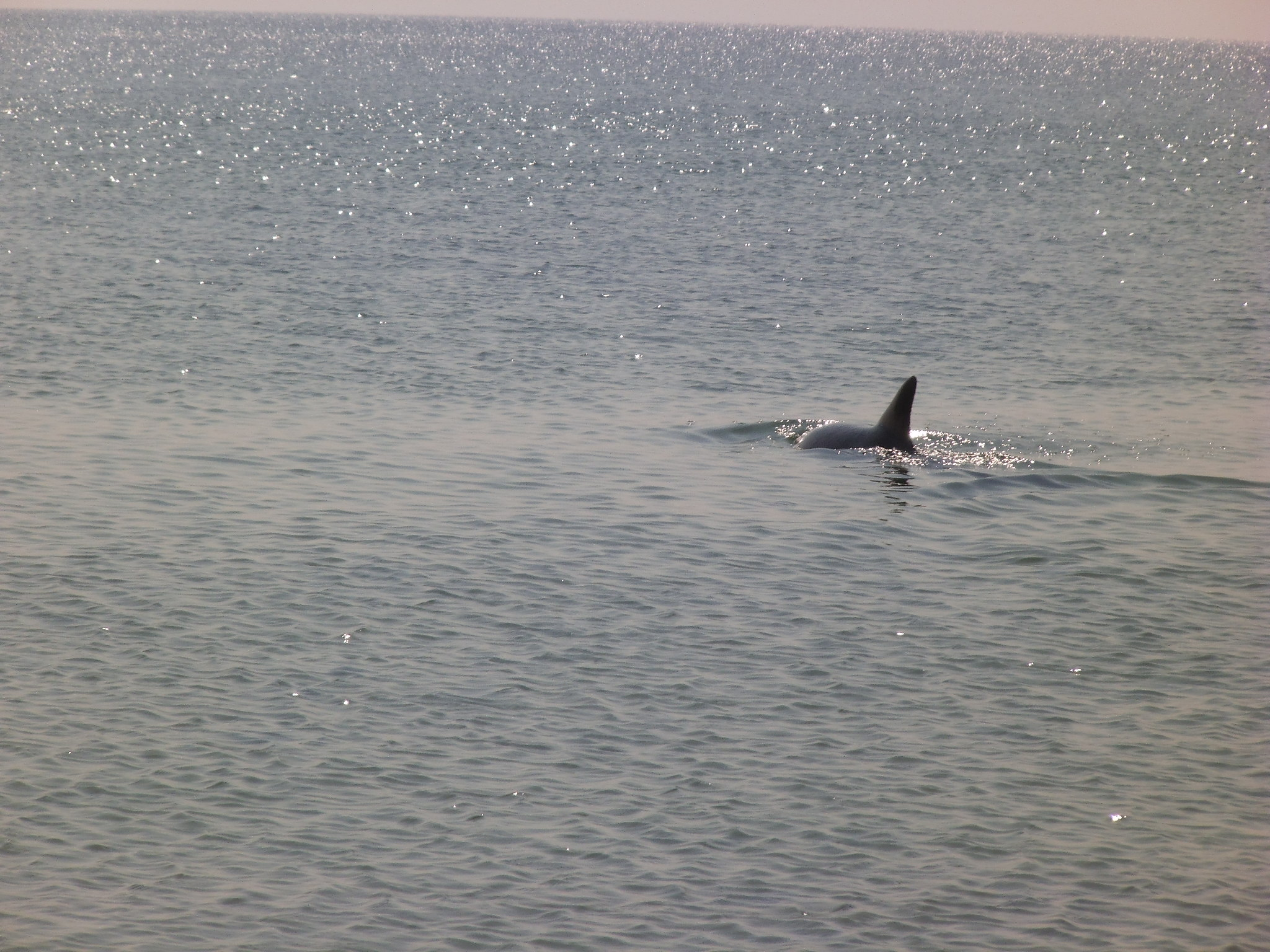
Дельфіни біля берега
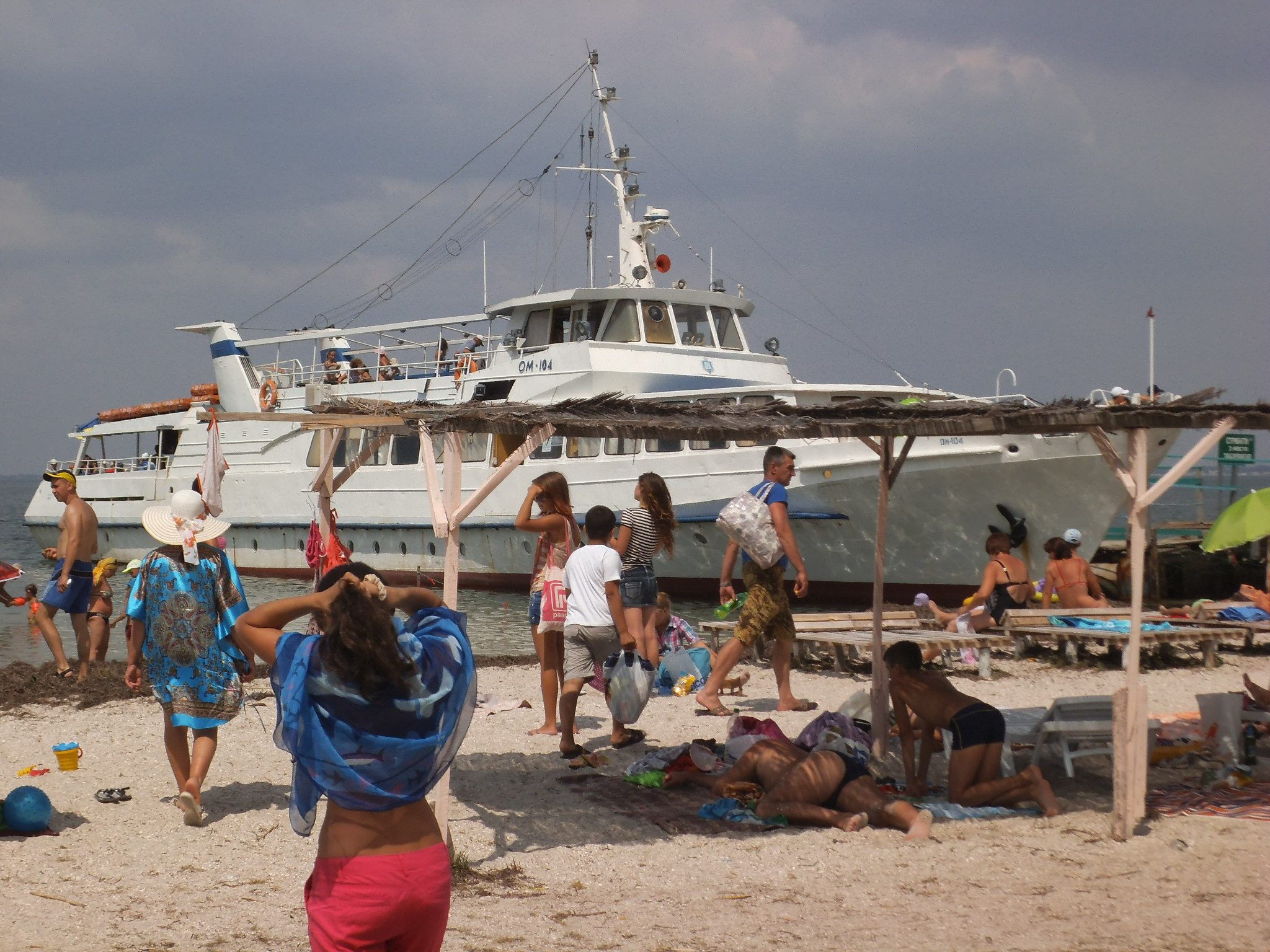
Пристань
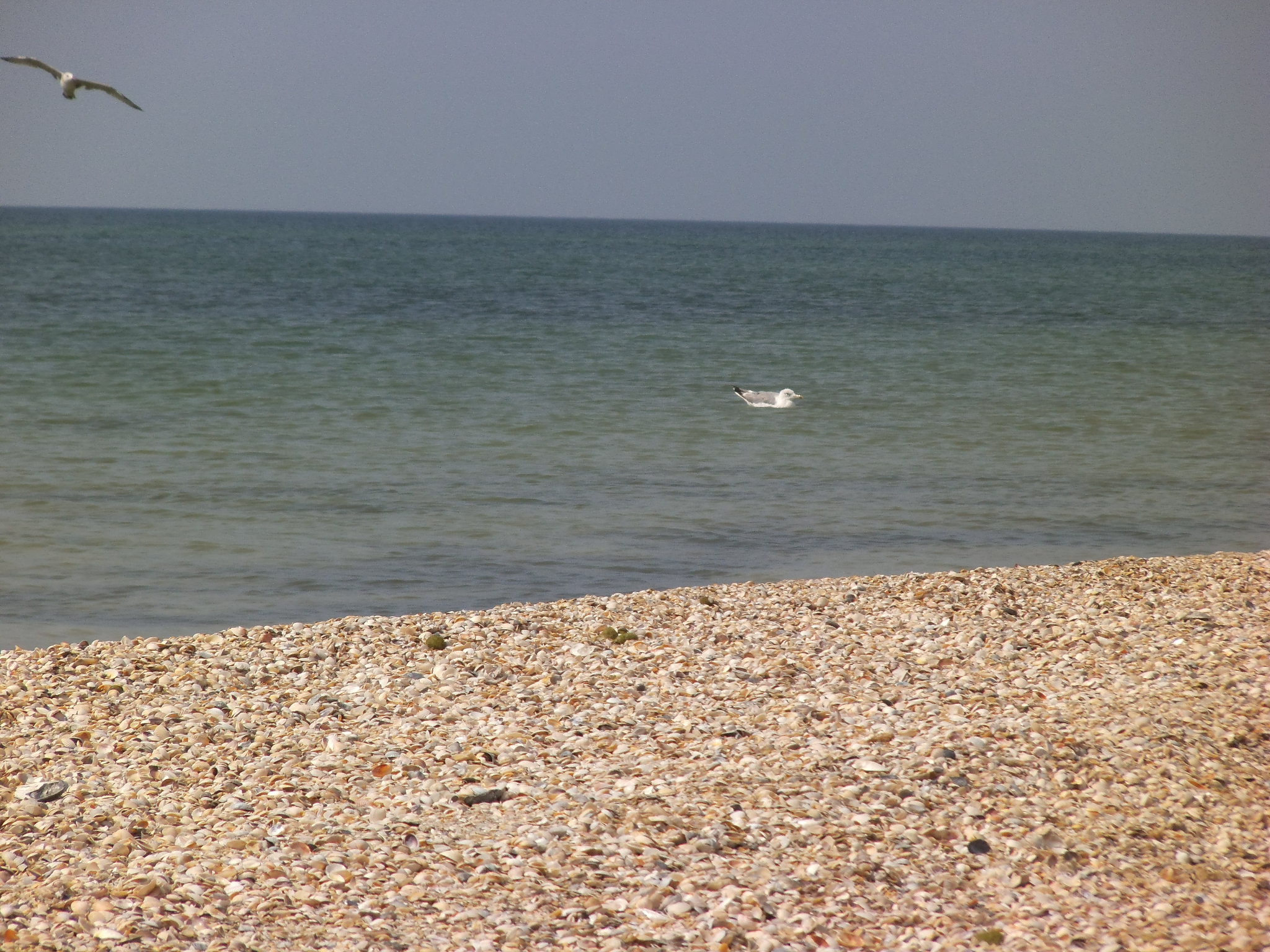
Черепашковий пляж
- Скарабей священний на острові Джарилгач
- Краб у водах акваторії о. Джарилгач
- Степова ділянка о. Джарилгач
- Муфлони на о. Джарилгач
Новий маяк на Джарилгачі, 1997 р. будівництва.

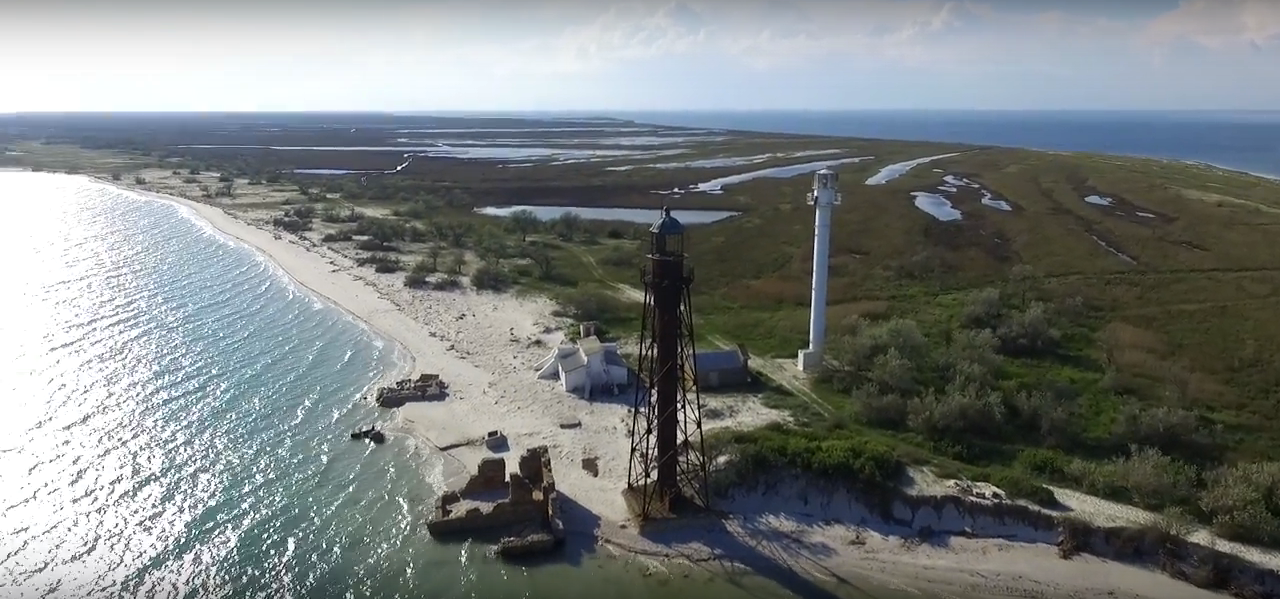
Маяки на о.Джарилгач
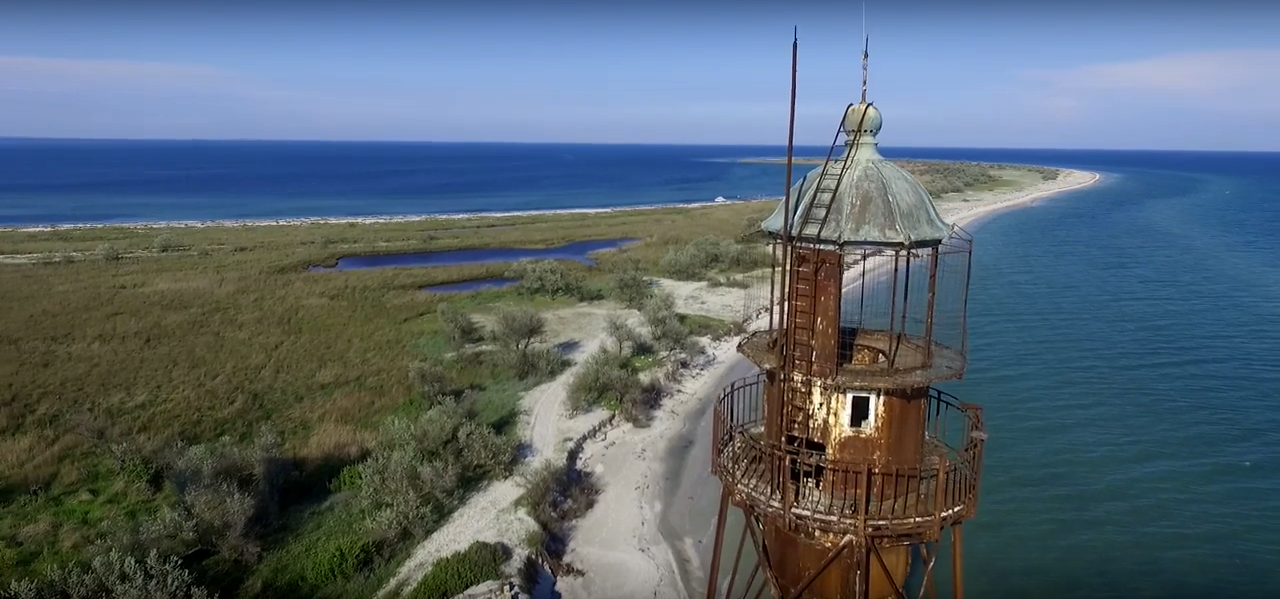
Маяк Г.Ейфеля на о.Джарилгач
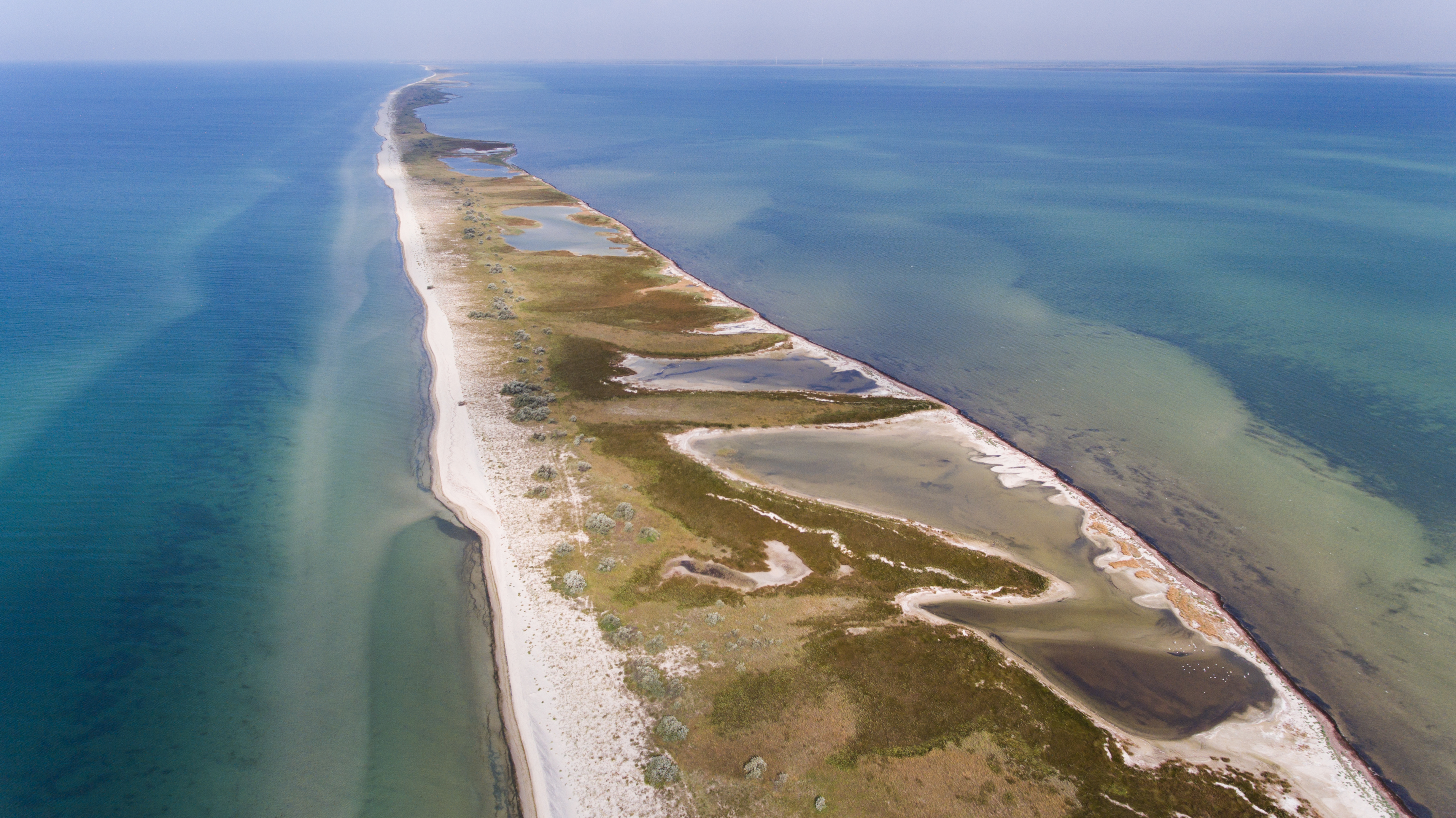
Коса
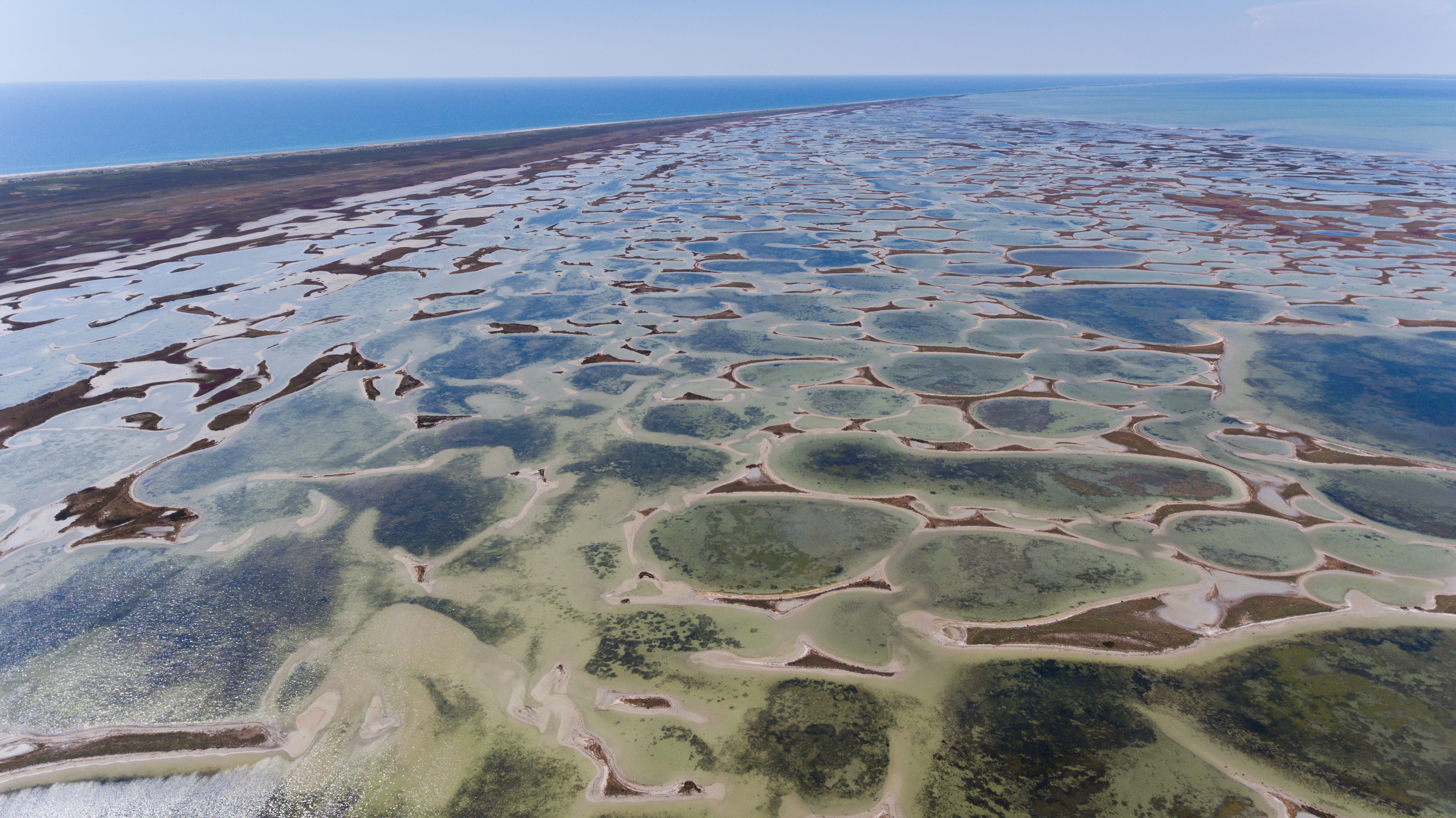
Урочище «Пиндики»